# Trikeraia pappiformis
Trikeraia pappiformis är en gräsart som först beskrevs av Yi Li Keng, och fick sitt nu gällande namn av Pung Pen Chao Kuo och Shen g Lian Lu. Trikeraia pappiformis ingår i släktet Trikeraia och familjen gräs. Inga underarter finns listade i Catalogue of Life.